# Hypenetes galactodes
Hypenetes galactodes là một loài ruồi trong họ Asilidae. Hypenetes galactodes được Oldroyd miêu tả năm 1974. Loài này phân bố ở vùng nhiệt đới châu Phi.